# Donacoscaptes pallescens
Donacoscaptes pallescens là một loài bướm đêm trong họ Crambidae.